# Orthonevra splendens
Orthonevra splendens là một loài ruồi trong họ Ruồi giả ong (Syrphidae). Loài này được Meigen mô tả khoa học đầu tiên năm 1822. Orthonevra splendens phân bố ở vùng Cổ Bắc giới